# Mormia apicealba
Mormia apicealba är en tvåvingeart som först beskrevs av Tonnoir 1922.  Mormia apicealba ingår i släktet Mormia och familjen fjärilsmyggor. Inga underarter finns listade i Catalogue of Life.